# Marion Davies

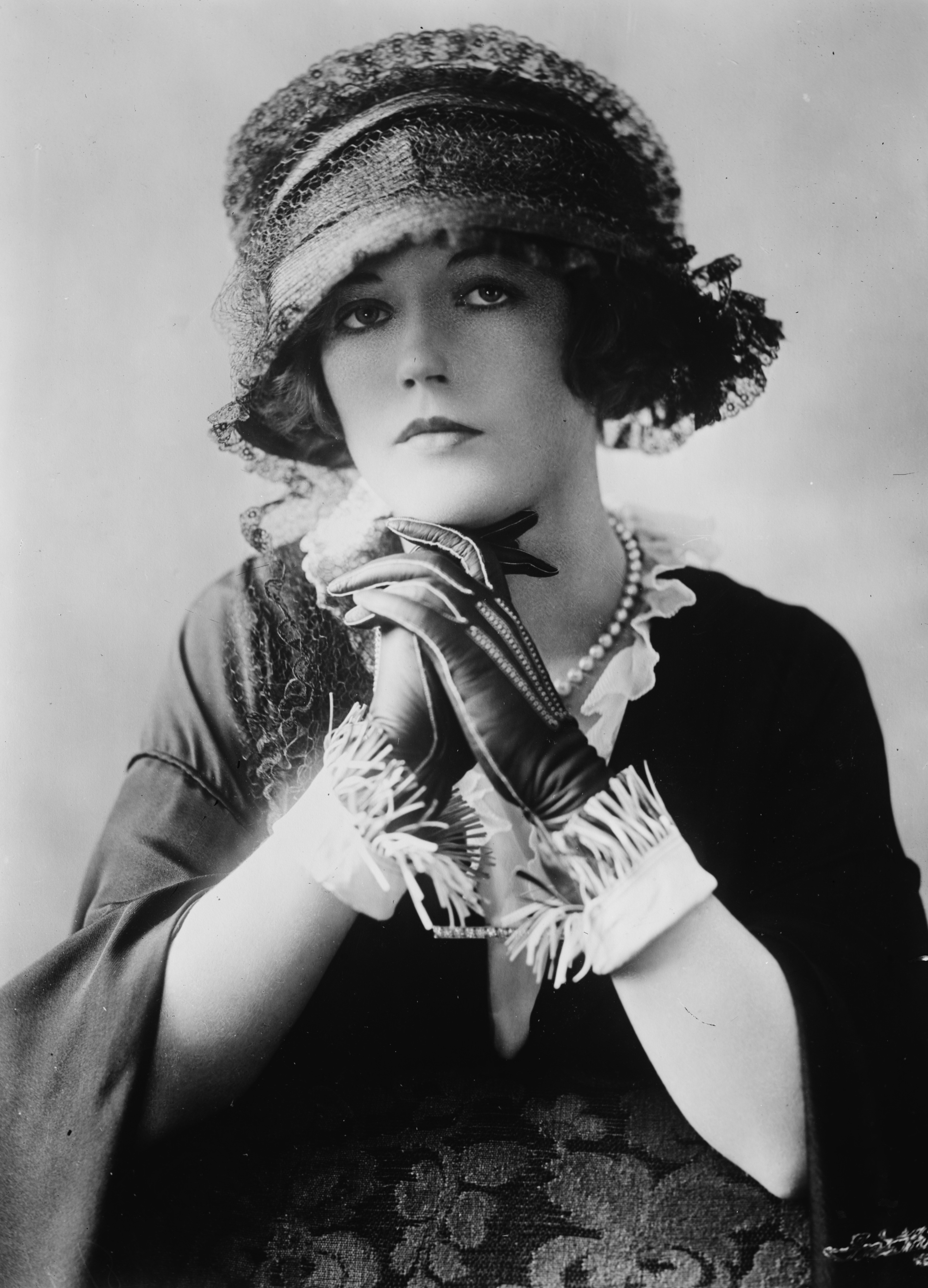
Marion Davies

Marion Davies, eg. Marion Cecilia Douras, född 3 januari 1897 i Brooklyn, New York, död 22 september 1961 i Hollywood, Los Angeles, Kalifornien, var en amerikansk skådespelare.
Tidningsmagnaten W.R. Hearst sökte lansera Davies i romantiska filmer, men det var i komedier hon kom till sin rätt. Hon gjorde drygt tjugofem filmroller under 1920-talet, och hon åtnjöt stor popularitet. Hennes stjärna började dock dala redan i mitten av 1930-talet, och 1937 hade hennes sista film premiär. Marion Davies är med i produktionen i filmen Blondie of the Follies (1932).

## Filmografi

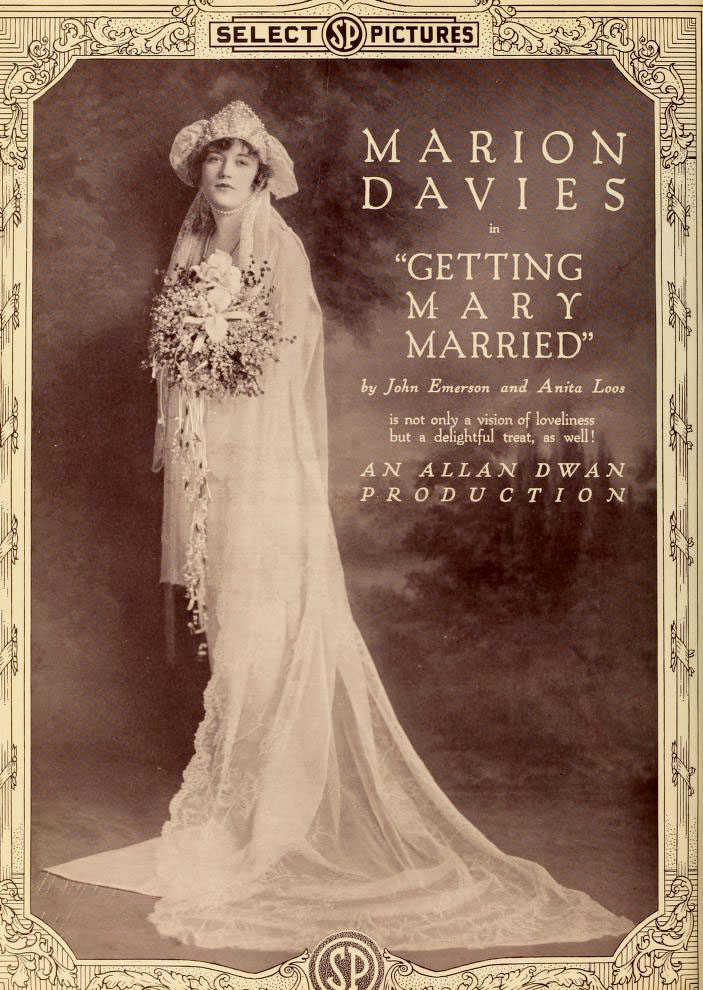
Getting Mary Married, 1919

- The Big Parade of Comedy (1964)
- Ever Since Eve (1937)
- Hearts Divided (1936)
- Kom - så gifter vi oss! (1936)
- Den bortrövade Venus' (1935)
- Agent N:O 13 (1934)
- Kärlek efter noter (1933)
- Peggys miljoner (1933)
- Blondie of the Follies (1932)
- Polly of the Circus (1932)
- Bachelor Father (1931)
- Five and Ten (1931)
- It's a Wise Child (1931)
- The Floradora Girl (1930)
- Not So Dumb (1930)
- Hollywood-revyn 1930 (1929)
- Marianne (1929)
- Han ligger aldrig i lä (1928)
- De' ä' flickan me' chokla' i (1928)
- Quality Street (1927)
- Kontorsslavinnan (1927)
- Hoppla, va' dom lever! (1927)
- Kvinnan på sjutton år (1927)
- H.K.H. blir kär (1926)
- Lights of Old Broadway (1925)
- Stjärnbanerets dotter (1924)
- Bliv min! (1924)
- Adam och Eva (1923)
- Fröken Flirt (1921)
- Havets skräck (1921)